# James Stanhope, 1:e earl Stanhope

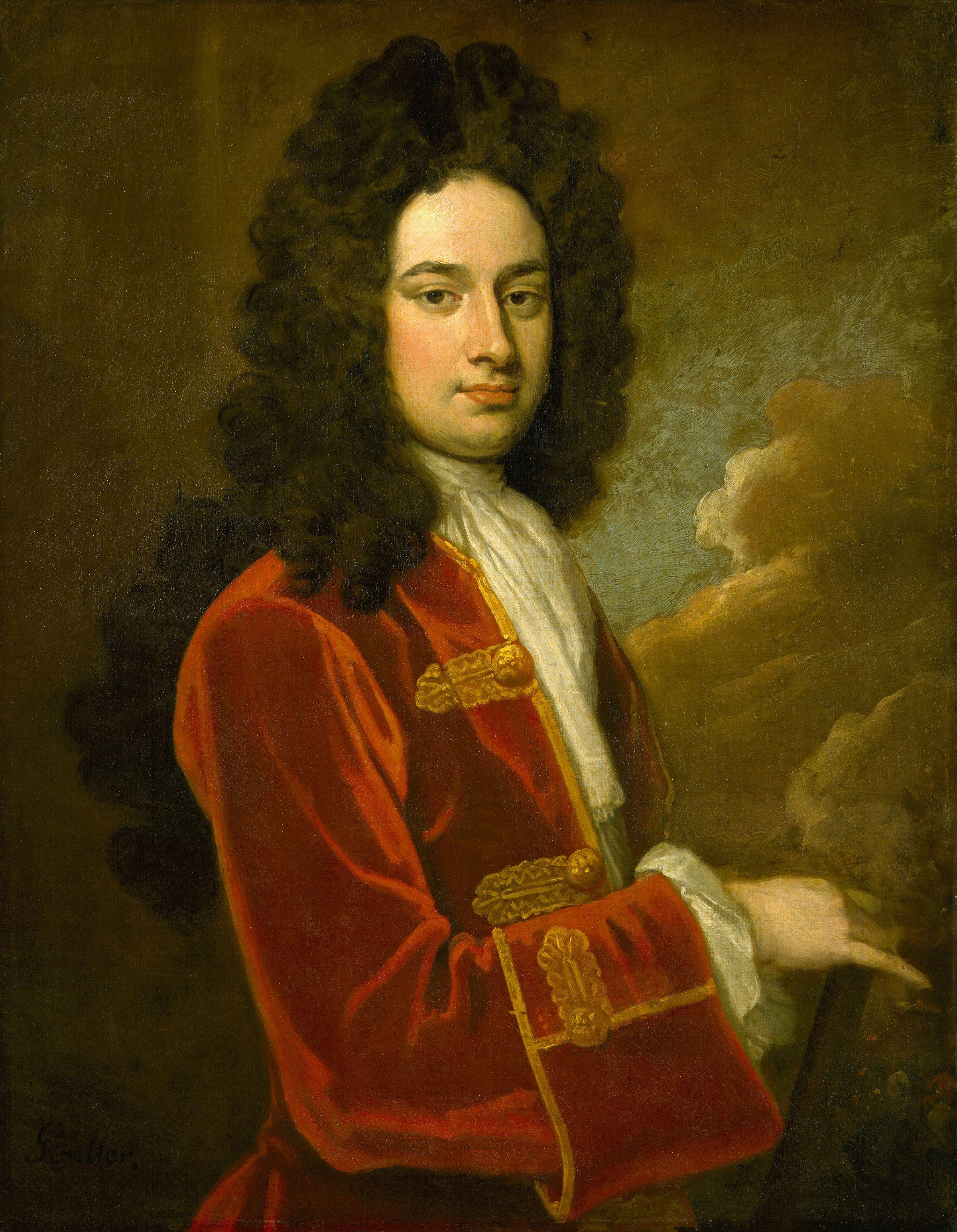
James Stanhope, 1:e earl Stanhope.

James Stanhope, 1:e earl av Stanhope, född 1673 i Paris, död den 5 februari 1721 i London, var en  brittisk militär och politiker (whig). Han var sonson till Philip Stanhope, 1:e earl av Chesterfield och far till Philip Stanhope, 2:e earl Stanhope.

## Militär karriär
Stanhope blev 1695 officer i engelska armén, befordrades 1704 till brigadgeneral och deltog under spanska tronföljdskriget från 1704 i striderna i Portugal och Spanien. År 1706 blev han engelskt sändebud hos kung 
Karl III, och verkade i den rollen energiskt för en intensifierad krigföring mot fransmännen och deras skyddsling Filip V. Han utnämndes 1708 till generalmajor och befälhavare för de brittiska trupperna i Spanien. Han erövrade i september samma år ön Menorca med hamnen Port Mahon, vilket gav brittiska flottan en god övervintringshamn i västra Medelhavet. 
Stanhope bidrog även väsentligt till segrarna vid Almenara (27 juli 1710) och Zaragoza (20 augusti 1710) och förmådde därefter Karl till framryckning mot Madrid (i september). När han senare blev tvingad att slå till reträtt blev han omringad av överlägsna franska trupper vid Brihuega och tvingades kapitulera (9 december). Han frigavs först efter ett och ett halvt år i fångenskap i Zaragoza och återvände då till England, där han sedan 1701 var ledamot av underhuset. 

## Politikern
Tillbaka i England blev han nu en av whigoppositionens ledare, verkade för den hannoverska tronföljden och utsågs efter Georgs I:s tronbestigning 1714 till statssekreterare. 
Stanhope ledde 1715 organiserandet av motståndet mot den jakobitiska resningen. Efter Townshends fall blev han 1717 förste skattkammarlord och skattkammarkansler, men återgick 1718 till sin forna statssekreterarpost. Han upphöjdes 1717 till viscount Stanhope of Mahon och 1718 till earl Stanhope. Från 1716 var han den verklige ledaren av Georg I:s utrikespolitik och fick 1718 till kvadruppelalliansen mellan England, Frankrike, Österrike och Holland. Efter Alberonis fall 1719 fick han även med Spanien i denna allians.
Stanhope genomdrev 1719 att fred slöts mellan Hannover och Sverige och sände därefter till Östersjön en flotteskader under amiral Norris, som dock anlände för sent för att hindra de ryska härjningarna på Sveriges östkust. Stanhope angreps kraftigt i parlamentet i samband med Söderhavskompaniets affärer, och upprördhet över dessa angrepp uppges ha orsakat hans död. 
Genom sitt giftermål med Lucy Pitt, en faster till William Pitt den äldre, inledde Stanhope den nära förbindelsen mellan släkterna Pitt och Stanhope.